# Patrick Huard
Patrick Huard (* 2. Januar 1969 in Montreal, Québec) ist ein kanadischer Schauspieler, Regisseur, Produzent und Drehbuchautor.

## Leben und Leistungen
Huard tritt hauptsächlich in komödiantischen Rollen in kanadischen Filmen auf. In der Filmkomödie Les Boys (1997) und den beiden Fortsetzungen ist er mit Rémy Girard zu sehen. In der Komödie J’en suis! (1997) spielte er den Freund des Hauptcharakters, dargestellt von Roy Dupuis. Unter der Regie von Denys Arcand wirkte er im Film Stardom (2000). Im Kriminalfilm Monica la mitraille (2004) arbeitete er mit Céline Bonnier, die die Titelrolle porträtierte, zusammen.
Beim Prix Jutra wurde Patrick Huard im Jahr 2001 als bester Nebendarsteller für die Komödie La vie après l’amour nominiert und 2002 als bester Schauspieler für die Komödie Les Boys III, geteilt mit Rémy Girard und Marc Messier. Nominierungen bei den Genie Awards hatte er 2001 ebenfalls als bester Nebendarsteller in La vie après l’amour und 2007 bei den 27. Genie Awards für seine Hauptrolle in der Actionkomödie Good Cop Bad Cop, worin er unter der Regie von Eric Canuel einen Polizisten an der Seite von Colm Feore darstellte.
Huard ist von der Sängerin Lynda Lemay geschieden und hat eine Tochter.

## Filmografie (Auswahl)
- 1997: J’en suis!
- 1997: Les Boys
- 1998: Les Boys II
- 2000: Stardom
- 2000: La vie après l’amour
- 2001: Les Boys III
- 2003: Evil Words (Sur le seuil)
- 2004: Monica la mitraille
- 2006: Good Cop Bad Cop (Bon Cop, Bad Cop, auch Drehbuchautor)
- 2007: Taxi 0-22 (Fernsehserie, auch Regie und Produzent)
- 2011: Starbuck
- 2014: Mommy
- 2015: Mein Praktikum in Kanada (Guibord s'en va-t-en guerre)
- 2017: Good Cop Bad Cop 2 (Bon Cop, Bad Cop 2, auch Drehbuchautor)
- 2020: Mon cirque à moi